# 中心高地-米德蘭城 (亞利桑那州)
中心高地-米德蘭城（英語：Central Heights-Midland City）是位於美國亞利桑那州希拉縣的一個人口普查指定地區。根據2010年美國人口普查，該地人口為2534人，而該地的面積約為4.96平方千米。

## 地理
中心高地-米德蘭城的座標為33°24′36″N 110°48′59″W / 33.41000°N 110.81639°W，而該地最高點為海拔高度1052米（即3451英尺）。